# Benjamin Lee Whorf
Benjamin Lee Whorf, född 24 april 1897 i Winthrop i Massachusetts, död 26 juli 1941 i Hartford i Connecticut, var en amerikansk lingvist. Han är mest känd för att tillsammans med Edward Sapir skapat Sapir-Whorfshypotesen.

## Biografi
Harry och Sarah (Lee) Whorfs son Benjamin Lee Whorf tog ingenjörsexamen från Massachusetts Institute of Technology år 1918, och började strax därefter arbeta med brandskydd vid Hartford Fire Insurance Company, varunder han ägnade sig åt studier i lingvistik och antropologi. 1931 började han studera lingvistik vid Yale university och tilldrog sig snart Edward Sapirs intresse, som gav honom sitt stöd för fortsatta akademiska studier. 1936 utnämndes Whorf till hedersforskare (Honorary Research Fellow) i antropologi vid Yale. Yale tilldelade honom 1937 Sterling Fellowship. Han föreläste i antropologi till 1938 då han fick svåra hälsoproblem. 
Framför allt kretsade Whorfs studier omkring indianspråk, och hans studier i hopispråket blev särskilt uppmärksammade. I och med detta lade han fram sin princip om lingvistikens relativitet, och konstaterade att hopispråket saknade ord, uttryck och språklig struktur för att beskriva tid, vare sig förfluten tid, nutid eller framtid. Sapir-Whorfshypotesen handlar om hur språket påverkar tanken. Språket, menade Sapir och Whorf, påverkar sättet talaren tänker, och strukturen i språket påverkar i sig kognitionen.
1941 avled Whorf i cancer. Hans mest kända bok, Language, Thought, and Reality, en samling av hans arbeten, utgavs postumt 1956.